# Dawid (król Izraela)

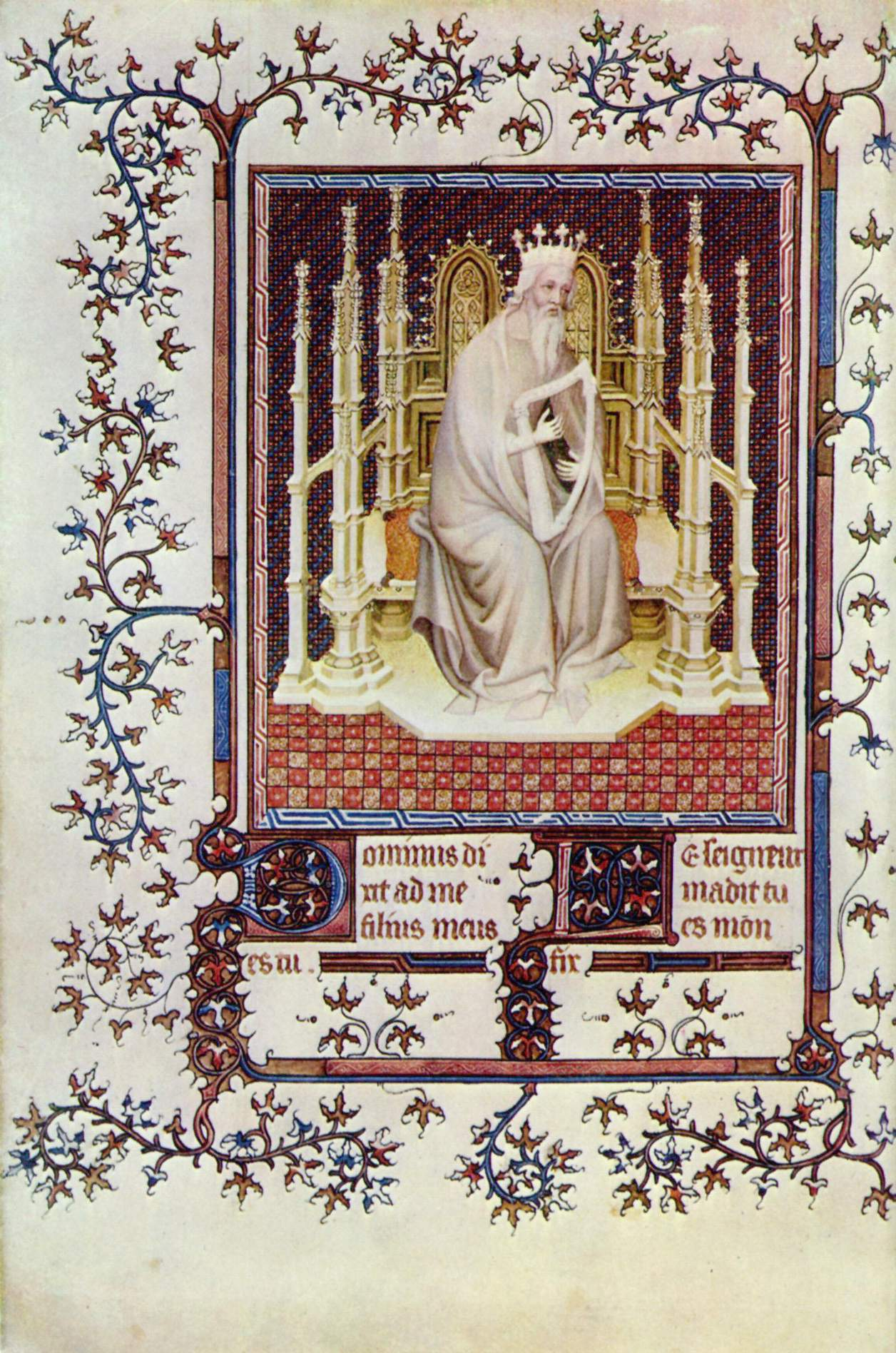
Król Dawid – André Beauneveu (1402)

Dawid (hebr. ‏דָּוִד‎ Dāwiḏ, arab. ‏داود‎ Dāʾūd; ur. ok. 1040 p.n.e., zm. ok. 970 p.n.e.) – postać biblijna, król Izraela od ok. 1010 p.n.e., poeta. Najmłodszy syn Jessego z Betlejem, ojciec Salomona. Ojciec rodu Dawidytów.

## Biografia Dawida w relacji biblijnej

### Młodość

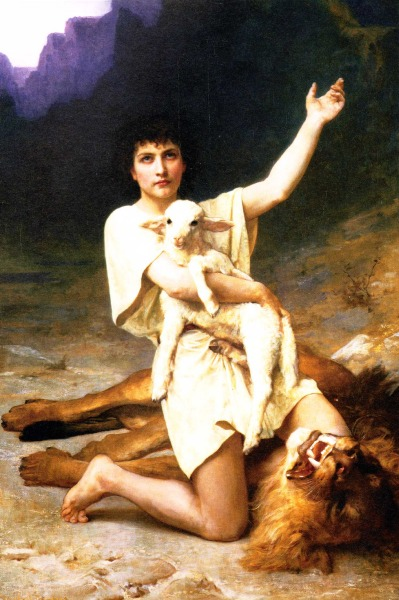
Dawid pasterzem owiec – Elizabeth Jane Gardner

Jako najmłodszy z synów Jessego pełnił w domu podrzędne funkcje i zajmował się głównie pasterstwem. Dawid został namaszczony na króla przez sędziego i proroka Samuela, który namaścił również poprzedniego króla Saula, lecz później popadł z nim w spór. Namaszczenie to odbyło się w tajemnicy.

### Na dworze króla Saula
Po raz pierwszy związał się z dworem, gdy król, dręczony przez złe duchy, uczynił Dawida grajkiem na lirze na swoim dworze. Zjawił się on później wśród armii żydowskiej przygotowującej się do walki z Filistynami. Dawid jako jedyny podjął wyzwanie rzucone przez filistyńskiego wojownika Goliata, nagrodą za jego zabicie miało być m.in. małżeństwo z królewską córką. Po jego zabiciu Dawid zyskał początkowo sympatię królewską, lecz szybko utracił ją, gdy Saul dostrzegł, że w pieśniach lud wynosi Dawida ponad niego. Mimo to przyznał mu dowództwo armii w nadziei, że spotka go klęska.
Według innej wersji Dawid trafił na dwór Saula, ponieważ poszukiwano kogoś, kto umiał grać na harfie.

### Walka z Saulem, świętość osoby króla
Dawid początkowo ukrywał się wraz ze zwolennikami w sąsiednich krajach (Moab) lub na pustyniach. Saul kilkukrotnie podejmował daremne próby schwytania swego przeciwnika. Podczas ich trwania kilka razy Dawid dostawał się potajemnie do obozu Saula i dwukrotnie demonstracyjnie darował królowi życie uzasadniając to nietykalnością namaszczonej osoby króla. Następnie przez pewien czas służył u filistyńskiego króla, Akisza z Gat, skąd, po pewnym czasie, został wygnany.

### Król Dawid

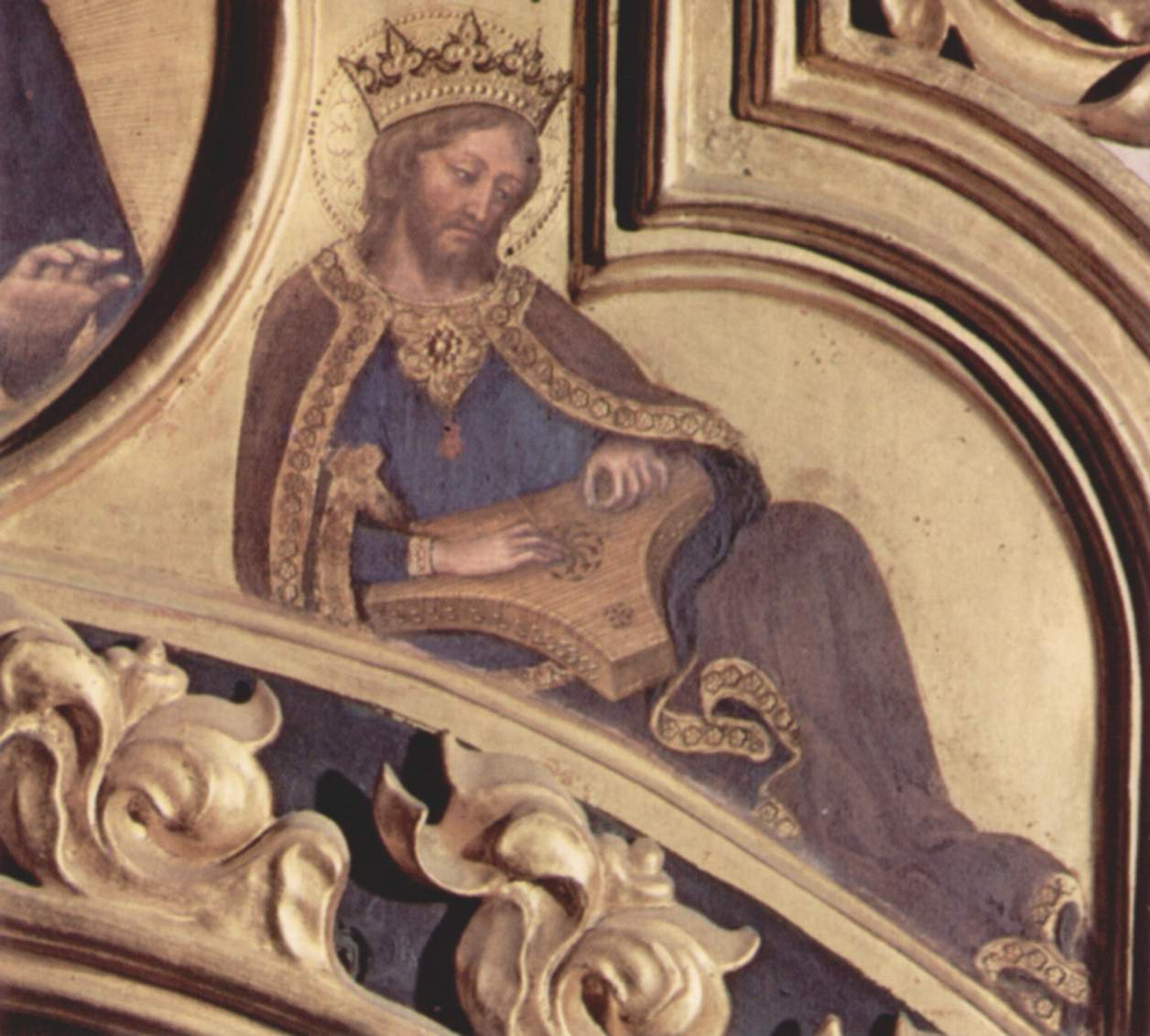
Król Dawid – Gentile da Fabriano (1423)

Gdy Saul zmarł, Dawid zgodnie z koncepcją świętości osoby pomazańca skazał na śmierć żołnierza, który go zabił, mimo że zrobił to na prośbę Saula. Następnie udał się do Hebronu, gdzie został ogłoszony królem Judy, największego z pokoleń Izraela. Po krótkim okresie walk z Iszbaalem, synem Saula, po jego śmierci (której sprawców również skazał na śmierć) został królem całego Izraela (ok. 1008 p.n.e.). Potem zaatakował swoich niedawnych sojuszników, Filistynów. Podbił ich oraz inne ludy. Po zakończeniu podbojów jego państwo rozciągało się od Eufratu na północy, do Potoku Egipskiego na południu, oraz od Morza Śródziemnego na zachodzie do Pustyni Syryjskiej na wschodzie. Prawdopodobnie zdobył twierdzę Jebusytów położoną na Syjonie (pd. wzgórzu Jerozolimy), później całe miasto w 1003 p.n.e. Syjon uczynił swoją rezydencją, a z Jerozolimy stworzył główny ośrodek religijny i stolicę Izraela.
Król Dawid troszczył się o poddanych. Dbał, aby zawsze triumfowała sprawiedliwość. Zjednoczył społeczeństwo izraelskie w jeden naród. Zapisał się w pamięci poddanych jako doskonały wódz wojskowy.

### Żony i potomstwo

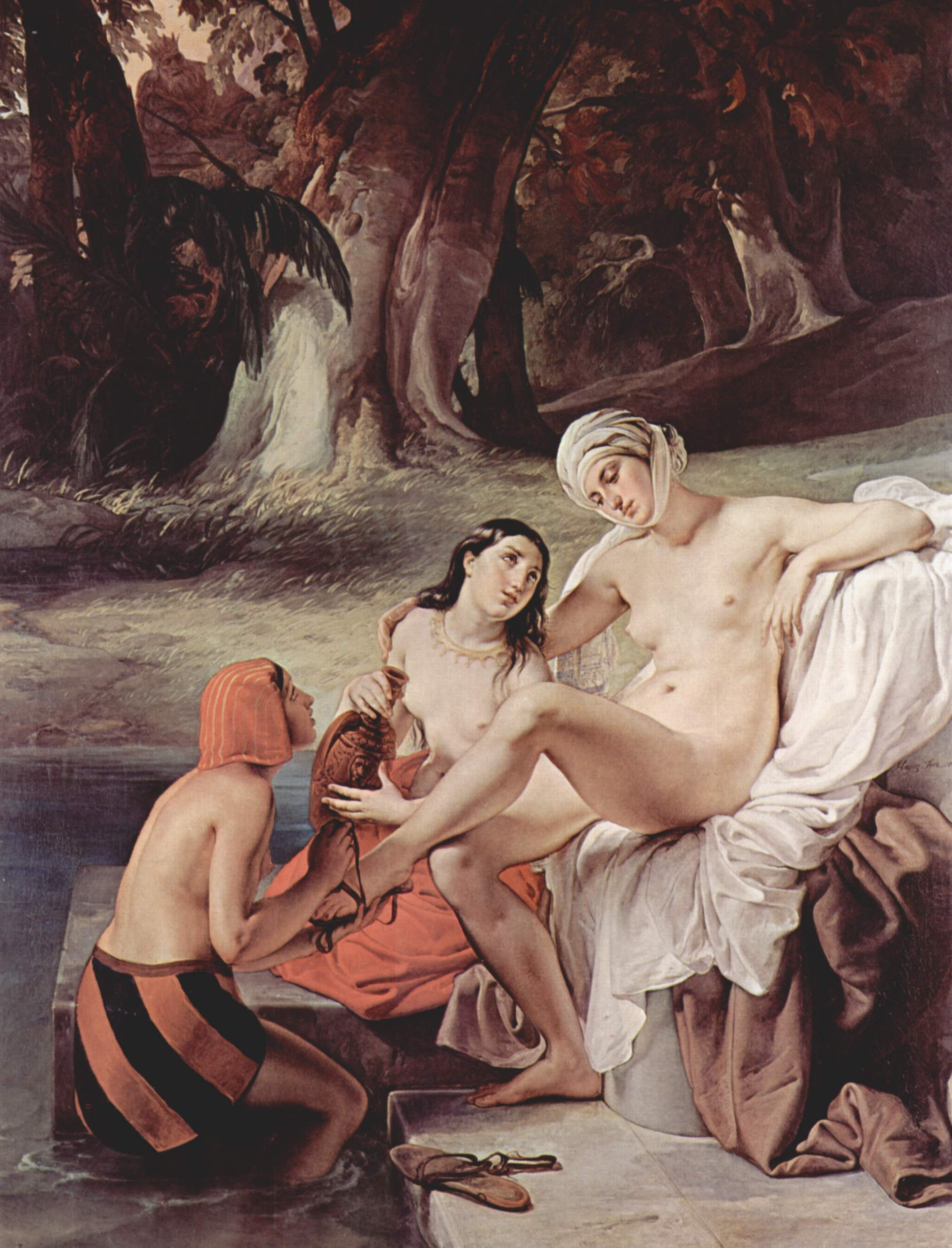
Batszeba w kąpieli – Francesco Hayeza

Pierwszą żoną Dawida była Mikal, córka Saula. Jeszcze zanim został królem poślubił Abigail i Achinoam z Jizreel. W czasie panowania w Hebronie żonami Dawida zostały Maaka, Chaggita, Abitala i Egla. Po przeniesieniu stolicy z Hebronu do Jerozolimy Dawid „wziął sobie jeszcze nałożnice i żony z Jerozolimy” – spośród nich z imienia znana jest jedynie Batszeba. Pod koniec życia do haremu izraelskiego króla trafiła Abiszag.
Synami Dawida byli kolejno:
- Amnon – syn Achinoam z Jizreel, ur. w Hebronie,
- Kileab – syn Abigail, ur. w Hebronie,
- Absalom – syn Maaki z Geszur, ur. w Hebronie,
- Adoniasz – syn Chaggity, ur. w Hebronie,
- Szefatiasz – syn Abitali, ur. w Hebronie,
- Jitream – syn Egli, ur. w Hebronie,
- Szimea[5] lub Szammua[6] – syn Batszeby, ur. w Jerozolimie, zapewne identyczny z dzieckiem, którego śmierć przepowiedział prorok Natan,
- Szobab – syn Batszeby, ur. w Jerozolimie,
- Natan – syn Batszeby, ur. w Jerozolimie,
- Salomon – syn Batszeby, ur. w Jerozolimie,
- Jibchar – ur. w Jerozolimie,
- Eliszua – ur. w Jerozolimie,
- Nogah – ur. w Jerozolimie,
- Nefeg – ur. w Jerozolimie,
- Jafija[7] lub Jafia[8] – ur. w Jerozolimie,
- Eliszama – ur. w Jerozolimie,
- Eliada[9] lub Beeliada[10] – ur. w Jerozolimie,
- Elifelet[10] lub Elpalet[9] – ur. w Jerozolimie.

### Działalność polityczna

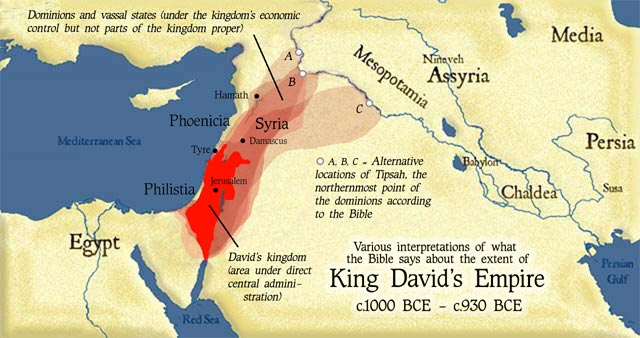
Królestwo Izraela w momencie śmierci króla Dawida

Dążył do zjednoczenia plemion Izraela, odparcia wrogów i powiększenia terytoriów państwa. Podbił i włączył do monarchii izraelskiej jako prowincje – Edom, Moab, Ammon oraz okręg Aram-Damaszek. Ujarzmił Filistynów, zostawiając im jednak autonomię pod rządami własnych królów. W szczytowym okresie jego imperium rozciągało się od Potoku Egipskiego na południu, do górnego Eufratu na północnym wschodzie oraz od Morza Śródziemnego na zachodzie, do Pustyni Syryjskiej na wschodzie. W skład obszaru tego imperium wchodziły w przybliżeniu terytoria dzisiejszego Izraela, Palestyna i Jordanii.

### Działalność religijna
Sprowadził do Jerozolimy Arkę Przymierza (ok. 1000 p.n.e.). Zaplanował budowę wielkiej świątyni. Uznawany jest za inicjatora kultu JHWH w Jerozolimie.
Pomimo że był głęboko religijny, uwiódł Batszebę, żonę jednego ze swoich dowódców. Gdy dowiedział się, że owocem ich romansu będzie syn, męża Batszeby, Uriasza Hetytę wysłał na śmierć ustawiając go w pierwszej linii na polu walki. Po śmierci Uriasza, ożenił się z Batszebą. Jego grzech cudzołóstwa uświadomił mu prorok Natan, po czym Dawid ukorzył się przed Bogiem i prosił o przebaczenie.
Biblijna Księga Psalmów przypisuje Dawidowi autorstwo 73 z nich. Biblia określa go jako poetę i pieśniarza, grającego na cytrze, flecie, niekiedy na harfie (co wynika z błędnego tłumaczenia).

## Historyczność i źródła informacji o postaci Dawida
Życie oraz rządy Dawida opisują biblijne Księgi Samuela, 1 Księga Królewska i Księga Kronik.
Witold Tyloch, polski laicki historyk twierdzi:

Późna data ostatecznej kompilacji nie pozbawia Ksiąg Samuela ich historycznej wartości. Obiektywizm w referowaniu wydarzeń, prostota oraz oszczędność wyrazu, także żywość i barwność narracji nadają w sumie tym źródłom duże znaczenie. Wśród nich wyróżnia się szczególnie „Kronika dworu Dawida”. Źródło to bowiem nie stara się ukryć błędów Dawida, ani przemilczeć trudności, z którymi musiał walczyć. Nie ma więc powodu, by wątpić w jego wczesne pochodzenie. Powstało ono zapewne wkrótce po panowaniu Dawida i nie ma sobie równego pod względem wieku i uczciwości przekazu.

Księgi Kronik mają charakter wtórny wobec Ksiąg Samuela i powtarzają większość ich relacji, przy czym starają się złagodzić wizerunek króla.

O „domu Dawida” wzmiankuje inskrypcja na steli z Tel Dan (850-835 p.n.e.), podobnie „wyżyny Dawida” wspomina inskrypcja z Karnaku faraona Szeszonka I z 945 p.n.e. Kwestionowany jest natomiast wpis na steli Meszy. Wykopaliska w Jerozolimie, m.in. w Ofel stwierdzają, że rozmiary ówczesnej stolicy Izraela, jak i znaczenie kraju w czasach Dawida były mniejsze niż portretowane przez Biblię. Profesor archeologii Ze'ev Herzog napisał, że Dawid stał na czele co najwyżej kilku plemion a obszar nad którym sprawował władzę był niewielki. Profesor Jacob L. Wrigh jest zdania że:

najbardziej popularne legendy dotyczące Dawida zostały wymyślone przez kolejne generacje. Zabicie Goliata, wyczyny na dworze króla Saula, relacja z Jonatanem oraz Mikal, jego los jako uciekiniera, sukcesy militarne na wygnaniu, romans z Batszebą, wojna z Absalomem i sukcesja tronu przez Salomona – wszystkie te plastyczne opisy zostały wykreowane przez późniejszych autorów.

Na górze Syjon znajduje się domniemany Grób Dawida, którego autentyczność jest jednak wątpliwa.

## Symbolika Dawida w społeczeństwie żydowskim

Gwiazda Dawida

Dawid dla Żydów jest symbolem tożsamości narodowej, wzorem idealnego władcy. Sześcioramienna gwiazda Dawida umieszczona na fladze Izraela jest symbolem ojczyzny Żydów. Rzekomy związek tego znaku z królem Dawidem jest bardzo dyskusyjny ze względu na jego ważne znaczenie w okultyzmie, a także wzmianki w samej Biblii o bałwochwalczej gwieździe Kijjuna (Remfana) czczonej przez Izraelitów.

## W chrześcijaństwie
Jego wspomnienie obchodzone jest zgodnie z Martyrologium Rzymskim 29 grudnia, Grecy wspominają go w niedzielę po Bożym Narodzeniu, 9 grudnia Koptowie, Melechici 2 grudnia, a Ormianie 22 grudnia.

## Król Dawid w sztuce

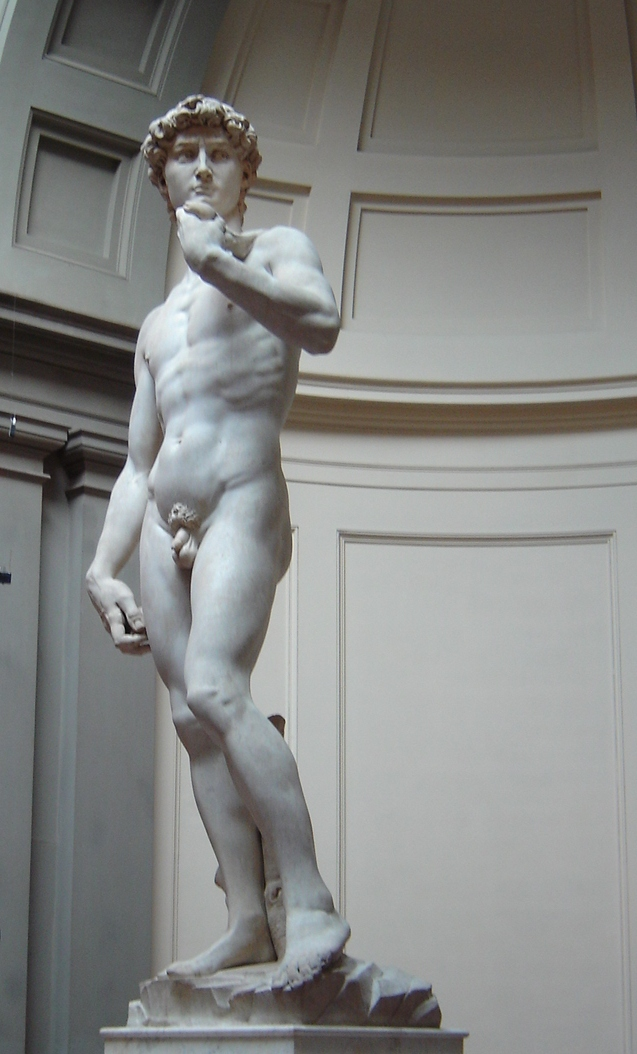
Dawid, rzeźba Michała Anioła

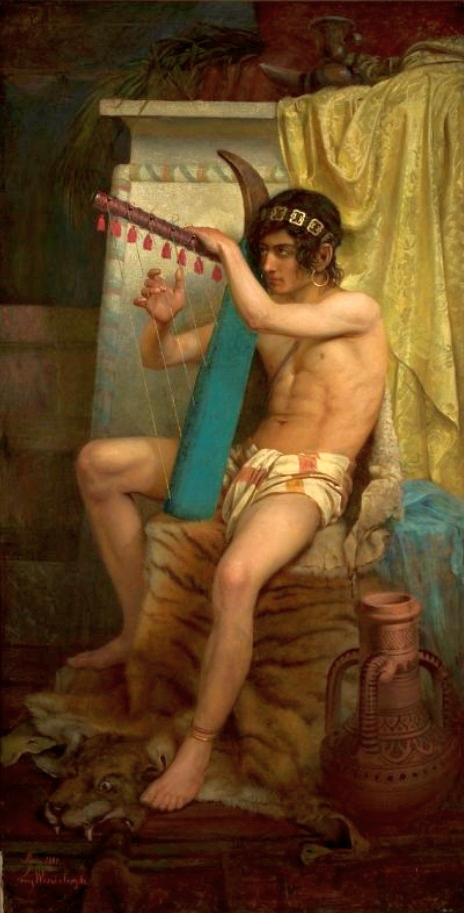
Ludwik Wiesiołowski "Dawid grający na harfie"

Bogactwo fabularne historii Dawida oraz niejednoznaczność moralna jego postępowania inspirowały wielu artystów.

### Rzeźba
Znane rzeźby przedstawiające króla Dawida:
- Donatello (ok. 1430-1440), Dawid
- Andrea del Verrocchio (1476), Dawid
- Michał Anioł (1504), Dawid
- Giovanni Lorenzo Bernini (1624), Dawid
- Antonin Mercié (1873)

### Literatura
- Joseph Heller, Bóg Wie (God Knows), 1984 – w której starzejący się władca opowiada w formie długiego monologu o swoim życiu. Zamiast heroizmu i świętości bohatera, Heller podkreśla jego zazdrość, pożądanie, ale i samotność wobec Boga i ludzi.
- Juan Bosch, David. Biography of a King, 1966.
- Allan Massie, King David, 1995 – powieść opisująca życie Dawida, przedstawiająca jego relację z Jonatanem jako związek homoseksualny.
- Jerzy Zawieyski, Pieśń o nadziei, 1947 – dramat w czterech aktach o burzliwym, grzesznym romansie króla Dawida i Betsabee - żony generała Uriasza.

### Film
- David – film z 1924 (wyk. Harry Southwell)
- Dawid i Betszeba – film z 1951 (wyk. Gregory Peck)[18]
- The Story of David – film z 1976 (wyk. Timothy Bottoms)
- Król Dawid – film z 1987 (wyk. Richard Gere)
- Dawid – film z 1997 (wyk. Nathaniel Parker)
- Król Dawid – miniserial telewizyjny z 2012 roku (wyk. Leonardo Brício)
- Biblia – miniserial telewizyjny z 2013 (wyk. Langley Kirkwood)